# Сафридови
Сафридовите (Carangidae) са семейство актиноптери от разред Бодлоперки (Perciformes).
Таксонът е описан за пръв път от Константен Самюел Рафинеск през 1815 година.

## Родове
Подсемейство Trachinotinae
- Lichia
- Trachinotus – Риби помпано

Подсемейство Scomberoidinae
- Oligoplites
- Parona
- Scomberoides

Подсемейство Naucratinae
- Campogramma
- Elagatis
- Naucrates – Риби лоцмани
- Seriola – Кехлибарени риби
- Seriolina

Подсемейство Caranginae
- Alectis – Алекти
- Alepes
- Atropus
- Atule
- Carangoides
- Caranx – Кревали
- Chloroscombrus
- Decapterus
- Gnathodon
- Hemicaranx
- Megalaspis
- Pantolabus
- Parastromateus
- Pseudocaranx
- Selar
- Selaroides
- Selene – Селени
- Trachurus – Сафриди
- Ulua
- Uraspis